# Design for Living
Design for Living (bra: Sócios no Amor; prt Uma Mulher para Dois) é um filme estadunidense de 1933, do gênero comédia, dirigido por Ernst Lubitsch. O filme é baseado em peça de Noel Coward, porém o roteirista Ben Hecht escreveu novos e espirituosos diálogos, suavizando, no processo, os elementos de menage à trois, de forma que do original restou virtualmente apenas a situação básica.

## Sinopse
O dramaturgo Tom e o artista plástico George dividem um apartamento em Paris. Quando conhecem Gilda, outra americana que mora na cidade, eles se apaixonam por ela. Gilda, contudo, não consegue decidir-se por por nenhum deles e lhes propõe morar com ambos, numa relação puramente platônica, em que ela seria apenas amiga e crítica. Todavia, quando Tom vai a Londres cuidar da encenação de uma de suas peças, George e Gilda tornam-se amantes. Alertado por Max, o empresário patrão de Gilda, Tom retorna a Paris e descobre que o casal mudou-se para uma cobertura. Quando George vai a Nice pintar um retrato, Tom e Gilda envolvem-se romanticamente.
O choque entre os dois amigos é inevitável e Gilda, cansada de tudo aquilo, resolve aceitar a proposta de casamento de Max. Porém, ela logo descobre que Max é mortalmente tedioso e se recusa a consumar o matrimônio. Para sua alegria, Tom e George invadem uma das festas patrocinadas pelo seu marido e escondem-se em seu quarto, depois de correr com os convidados. Max descobre os três conversando na cama e fala em divórcio. Prontamente, Gilda deixa-o e volta a Paris com os dois artistas, onde retomam seu singular relacionamento.

## Elenco
| Ator/Atriz            | Personagem                    |
| --------------------- | ----------------------------- |
| Fredric March         | Tom Chambers                  |
| Gary Cooper           | George Curtis                 |
| Miriam Hopkins        | Gilda Farrell                 |
| Edward Everett Horton | Max Plunkett                  |
| Franklin Pangborn     | Sr. Douglas, produtor teatral |
| Isabel Jewell         | Estenógrafa de Max            |
| Jane Darwell          | Arrumadeira de George         |
| Wyndham Standing      | Mordomo de Max                |